# Juxtlahuaca

Juxtlahuaca ed altri siti Olmechi del periodo formativo

Juxtlahuaca è una grotta e sito archeologico dello stato messicano di Guerrero, contenente murales legati agli Olmechi ed alla loro iconografia. Assieme alla vicina grotta di Oxtotitlán, le pareti di Juxtlahuaca contengono le più antiche e sofisticate pitture conosciute in Mesoamerica, nonché l'unico esempio di pittura rupestre non Maya nelle grotte mesoamericane.

## La grotta
Il sito di Juxtlahuaca si trova circa 45 km a sud-est della capitale Chilpancingo, in quello che ora è un parco nazionale. L'intero sistema di grotte è lungo poco più di 5 chilometri. Le grotte, chiamate in lingua locale Grutas de Juxtlahuaca, sono un luogo turistico soprattutto per gli speleologi. Le grotte sono aperte al pubblico, ma è richiesto l'uso di una guida locale.
Si è stimato che le pitture arrivino ad oltre un chilometro dall'entrata della grotta, ed il tempo di discesa è di circa due ore dato che alcuni passaggi sono pieni d'acqua.

## Le pitture
La pittura più famosa è la numero 1, che rappresenta un grande uomo barbuto con un mantello nero, una tunica a strisce, ed un copricapo elaborato. Le braccia e le gambe sono coperte di pelli di giaguaro, ed una piccola coda di giaguaro pende in basso. L'uomo brandisce un tridente contro una figura più piccola accucciata da parte a lui, e tiene un lungo serpente o un oggetto simile ad un serpente. Questa pittura alta 2 metri è uno dei rari ritratti Olmechi di dominio di uomini su uomini, che alcuni ricercatori interpretano come un sacrificio umano.
Merita una citazione anche la pittura di un serpente piumato rosso con piume verdi, vicino ad un giaguaro rosso le cui grandi orecchie gli conferiscono un aspetto giovanile. Un disegno temporaneamente interpretato come un tempio si trova su una stalagmite.
Le pitture rupestri sono note almeno dagli anni venti, ma furono documentate la prima volta all'inizio degli anni sessanta da Gillett Griffin della Università di Princeton e da Carlo T. E. Gay, un uomo d'affari italiano. L'archeologo Michael D. Coe ha stimato che le pitture "potrebbero probabilmente risalire all'inizio del preclassico (1200-900 a.C.)". Juxtalhuaca è, per quanto si sappia, slegato da una grande città del tempo. E non si sa come l'influenza dell'arte olmeca sia giunta a centinaia di chilometri di distanza dalla terra degli Olmechi. Le grotte sono ricorrenti su molti monumenti in stile olmeco: molti altari olmechi raffigurano sciamani o re mentre escono dalle grotte, ed i monumenti ed i bassorilievi del sito archeologico di Chalcatzingo, a nord di Juxtlahuaca, contengono la rappresentazione di grotte.

## Altri artefatti
Una dozzina di scheletri sono stati trovati nella cosiddetta Sala dei Morti, posta a metà tra l'entrata e le pitture. Dalla loro posizione, alcuni stesi ed altri rannicchiati in posizione fetale, e dalla loro condizione, coperti da pezzi di stalattite, si pensa che gli scheletri fossero antiche sepolture. Alcuni sono stati parzialmente sepolti in seguito ai crolli.
Poco prima delle pitture è stato scavato un canale artificiale di 80 m nel pavimento di argilla rosso della grotta. Non si conosce l'obbiettivo del canale.

## Galleria d'immagini

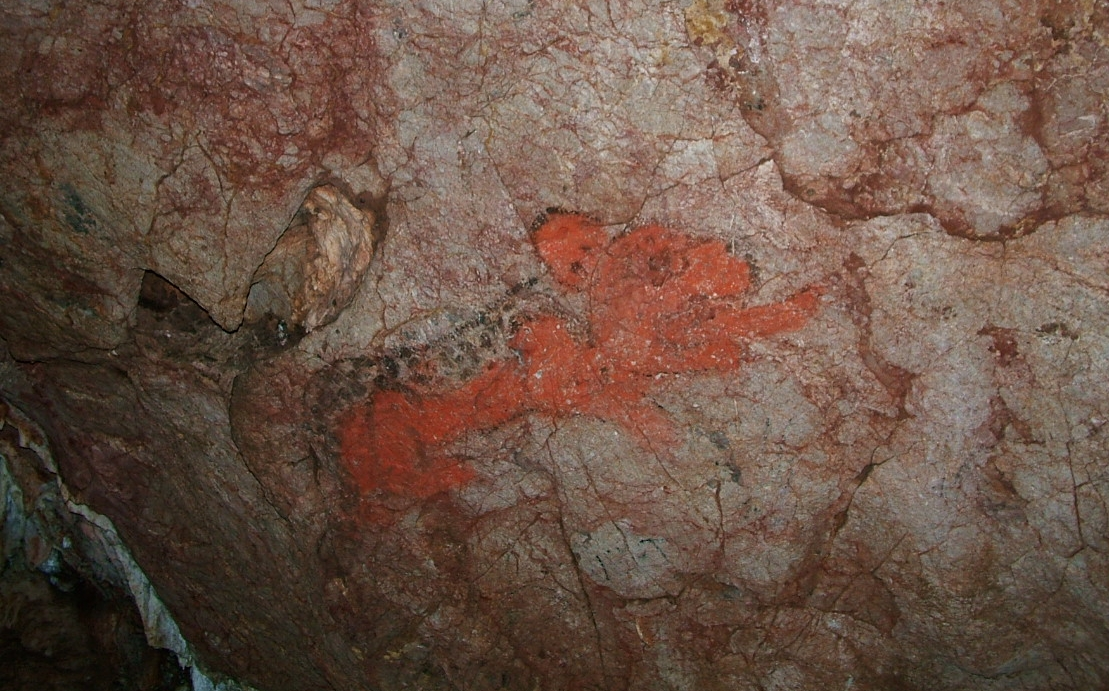
Il giaguaro rosso
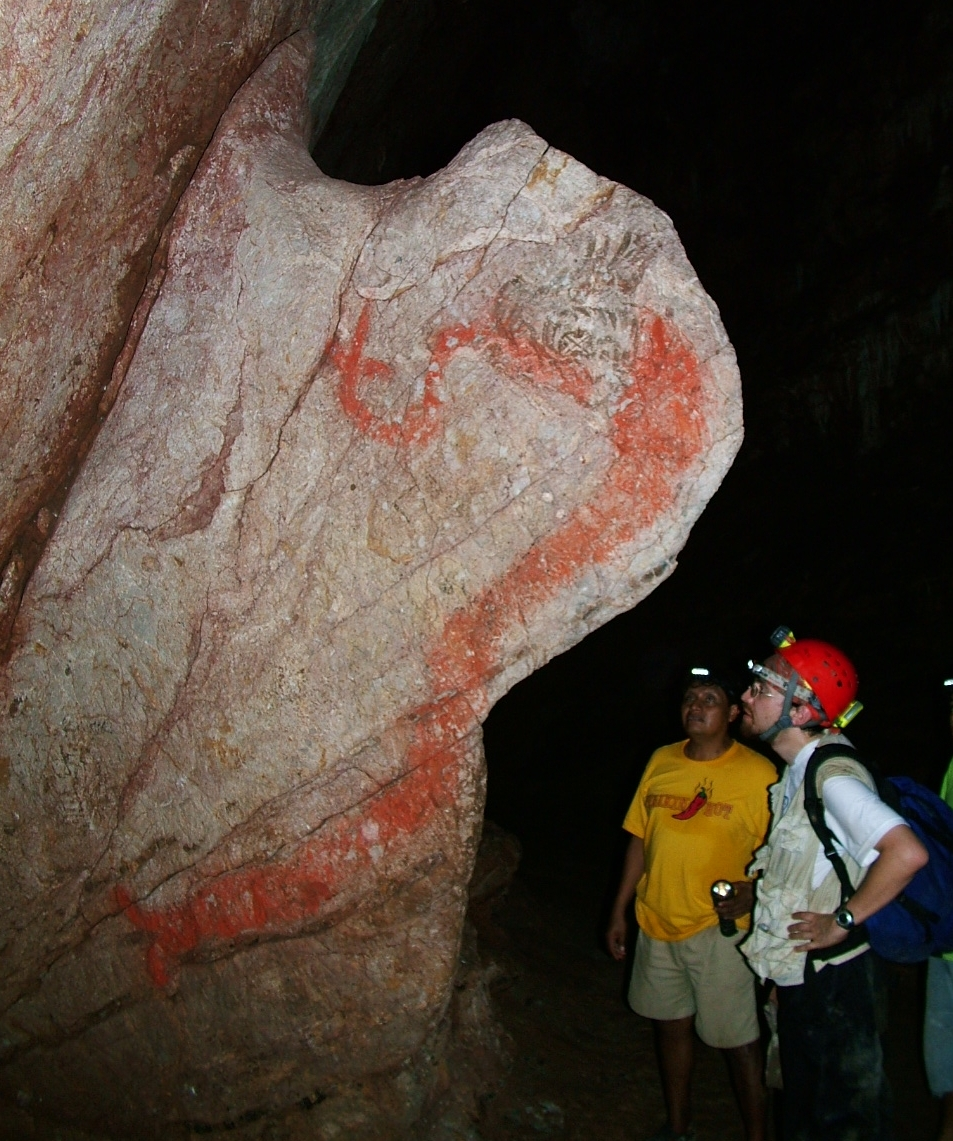
Il serpente piumato
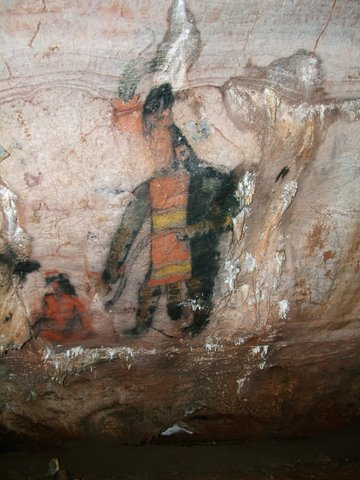
Foto del re e della figura più piccola